# Личная библиотека А. С. Пушкина
Библиотека Александра Сергеевича Пушкина — личное собрание книг, отражающее его разнообразные читательские и творческие интересы. Библиотека формировалась на протяжении всей жизни поэта и, по словам известного библиографа и историка книги Н. П. Смирнова-Сокольского, являлась «лабораторией мыслителя и учёного».
Истории её сохранения после гибели А. С. Пушкина, библиографическому описанию и восстановлению прижизненного состава посвящены многочисленные работы пушкинистов — историков и филологов.
Как национальное достояние, собрание книг было выкуплено в 1906 году у наследников поэта Императорской Санкт-Петербургской академией наук, положило начало специализированной библиотеке только что учреждённого Пушкинского дома и стало доступным учёным в исследовательских целях.

## Истоки семейной традиции
Тяга к книгособирательству была уже у А. П. Ганнибала — прадеда поэта по материнской линии. Во время поездок с Петром I в Европу ему была доверена забота о книгах, которые государь возил с собой. Основу личной библиотеки Ганнибала составили первые подаренные ему царём книги, а также книги, приобретённые им самим в годы учёбы инженерному делу во Франции. В его немалой по тому времени библиотеке были собраны около 350 томов, причём не только издания по военным наукам, математике, географии, но и по философии, истории и художественная литература.
После смерти Петра I попавший в немилость Ганнибал был вынужден продать свои книги библиотеке Академии наук. Только в 1742 году ему удалось добиться возвращения сохранившейся там части книжного собрания. В соответствии с «Реестром книгам генерала Ганнибала, кои в 1730 вступили в Императорскую библиотеку, а по возвращении его из ссылки в 1742 году после напечатания каталога, по его требованию, ему обратно отданы» к нему вернулись немногим более 150 томов.
Значительные домашние библиотеки были и у отца поэта Сергея Львовича, и у его дяди Василия Львовича.

## Книги в жизни и творчестве поэта
А. С. Пушкин, воспитанный в семье с традиционным уважительным отношением к книжной культуре, до конца жизни сохранил пристрастие к книгам. По воспоминаниям его сестры Ольги Сергеевны, будущий поэт «рано обнаружил охоту к чтению, и уже десяти лет любил читать Плутарха или „Илиаду“ и „Одиссею“ в переводе [на французский]…, часто забирался в кабинет отца и читал другие книги; библиотека же отцовская состояла из классиков французских и философов XVIII века».
Крылатыми стали слова поэта из письма брату Л. С. Пушкину от 21 июля 1822 года:
Чтение — вот лучшее учение.
Планируя в 1830 году работу над собственными воспоминаниями, он собирался включить в них раздел «Охота к чтению».
Биографы относили возникновение его стремления собирать книги к периоду 1823—1824 годов. Пушкин пользовался услугами известных петербургских книготорговцев, был постоянным посетителем книжных лавок и аукционов, выписывал книги из-за границы. Находясь в изгнании, он в письмах просил друзей присылать нужные ему издания. В связи с проводившимся в 1826 году дознанием о возможных связях ссыльного поэта с участниками «злоумышленных обществ» петербургский генерал-губернатор П. В. Голенищев-Кутузов свидетельствовал в объяснительной записке начальнику Главного штаба И. И. Дибичу, что в Михайловское пересылают деньги, вырученные от продажи произведений Пушкина, «или купленные на них книги». Знавший о книжных увлечениях поэта австрийский посланник граф К. Л. Фикельмон, пользовавшийся дипломатическим иммунитетом, в апреле 1835 года подарил А. С. Пушкину «два тома контрабанды» — изданных во Франции сочинений Г. Гейне, запрещённого в России цензурой.
Н. П. Смирнов-Сокольский писал про Пушкина, что «книги он любил больше всего на свете. Книги редкие, старинные, новые, рукописи, архивные документы. Они были его спутниками, друзьями. Он жил всегда в окружении книг. Он их собирал, читал, изучал и, наконец, создавал сам». Личная библиотека для него, по выражению литературоведа-пушкиниста Л. С. Сидякова, — «преимущественно рабочая библиотека, подбор книг в которой соответствовал основной направленности творческой деятельности её владельца». Пушкин с сожалением говорил профессору Московского университета, историку и писателю М. П. Погодину: «Как рву я на себе волосы часто, что у меня нет классического образования, есть мысли, но не на чем их поставить…». Его литературные занятия и исторические исследования требовали добросовестного знакомства с широким кругом источников. Один из современников писал о Пушкине, что он «в Лицее знал один только французский и весьма слабо латинский. После, уже в зрелом возрасте, выучился по-итальянски, по-немецки, по-английски и по-польски, и то в той степени только, в какой это знание было необходимо для чтения великих образцов поэзии и литературы. В самом чтении он отличался тою же быстротою соображения и проницательностью…». В разной степени Пушкин владел шестнадцатью языками — французским, старофранцузским, итальянским, испанским, английским, немецким, древнегреческим, латинским, древнерусским, церковнославянским, сербским, польским, украинским, древнееврейским, арабским, турецким. В 1856 году Н. Г. Чернышевский писал: «Редко можно встретить человека, который бы прочёл так много книг, как он. Поэтому и не удивительно, что он был одним из самых образованнейших людей своего времени».
Разносторонняя начитанность снискала Пушкину авторитет среди литераторов. В. А. Жуковский особо отмечал, что он «сведущ в иностранной словесности». Н. В. Гоголь, в судьбе которого Пушкин сыграл заметную наставническую роль, говорил, что по его совету «прочёл „Опыты“ Монтеня, „Мысли“ Паскаля, „Персидские письма“ Монтескье, „Характеры“ де Лабрюйера, „Размышления и максимы“ Вовенарга… трагедии Расина и Корнеля… Дал он мне прочесть „Дон Кихота“ по-французски и всего Мольера».
Наибольшее число книжных приобретений пришлось на 1830-е годы. Известное друзьям увлечение собирательством, столь важным для творчества поэта, позволило его близкому знакомому ещё с лицейских времён — Я. И. Сабурову — с надеждой написать в 1831 году в связи с женитьбой Пушкина: «Пусть брак, семья станут лишним томом в его библиотеке материалов — я согласен: она будет лишь богаче и плодотворнее…». Не мысливший жизни без книг, 29 июня 1831 года Пушкин писал из Царского Села владелице усадьбы Тригорское П. А. Осиповой о своём желании купить находившуюся неподалёку деревню Савкино: «Я бы выстроил себе там хижину, поставил бы свои книги и проводил бы подле моих добрых старых друзей несколько месяцев в году». Литературовед С. Л. Абрамович писала, что в 1833 году он купил более сотни томов не только новинок и переизданий европейских писателей, но и произведений античных авторов Светония, Тацита, Цицерона и других в новых переводах. После посещения в 1833 году родового имения тёщи в Яропольце Пушкин написал жене Н. Н. Пушкиной: «Я нашёл в доме старую библиотеку и Наталья Ивановна позволила мне выбрать нужные книги. Я отобрал их десятка три…». В 1834 года он сообщал ей, что вместе со своим приятелем, страстным библиофилом С. А. Соболевским, приводил в порядок библиотеку и что «книги из Парижа приехали, и моя библиотека растет и теснится». В числе выбранных в Яропольце изданий в библиотеку поэта попали и редкие экземпляры «Санкт-Петербургских ведомостей» за 1769—1793 годы. В апреле 1836 года Пушкин подарил их своему близкому знакомому библиофилу С. Д. Полторацкому, собиравшему коллекцию периодических изданий России. 16 мая 1836 года, по случаю переезда семьи с квартиры на дачу на Каменном острове, Пушкин в письме жене из Москвы беспокоился и о детях, и о книгах: «Что-то дети мои и книги мои? каково-то перевезли и перетащили тех и других?».
Он пополнял свою библиотеку, затрачивая на покупку книг, несмотря на регулярное безденежье, значительные суммы. Один из близких друзей Пушкина П. А. Плетнёв писал: «Едва ли кто из наших литераторов успел собрать такую библиотеку, как он… Издерживая последние деньги на книги, он сравнивал себя со стекольщиком, которого ремесло заставляет покупать алмазы, хотя на их покупку и богач не всякий решится». Среди долгов Пушкина, которые после его гибели были оплачены по повелению Николая I за счёт казны, оказались и задолженности книгопродавцам — Ф. Беллизару, Л. Диксону и Н. Фомину на общую сумму свыше 3750 рублей. Первый биограф Пушкина П. А. Анненков отметил позднее, что «превосходная библиотека, оставленная им после смерти, свидетельствует теперь о разнообразии и основательности его чтения».

## Судьба библиотеки
В соответствии с указанием Николая I менее чем через час после кончины Пушкина кабинет с его бумагами и библиотекой был опечатан. 7 февраля из кабинета были вывезены два сундука с «принадлежавшими покойному бумагами, письмами и книгами в рукописях».
13 февраля 1837 года С. А. Соболевский, получив в Париже известие о смерти поэта и зная о бедственном материальном положении его семьи, обратился к П. А. Плетнёву с предложением поскорее организовать благотворительный публичный аукцион по распродаже книг из библиотеки Пушкина с тем, чтобы «выдавая книги, просматривать, нет ли в них написанного или отдельных записок», сделанных поэтом. Тем не менее, по решению учреждённой по указу Николая I «опеки над малолетними детьми и имуществом А. С. Пушкина» в составе Г. А. Строганова, М. Ю. Виельгорского, В. А. Жуковского, Н. И. Тарасенко-Отрешкова библиотека из квартиры Пушкина была включена в перечень принадлежавшего ему движимого имущества, книги были разобраны, пересчитаны, упакованы в 24 ящика и оставлены в ведении опеки.
На долгие годы личная библиотека поэта исчезла из поля зрения историков русской культуры. Писатель и литературный критик А. В. Дружинин писал в 1855 году: «Библиотека Пушкина не могла пропасть без следа. Сведения о любимых книгах Александра Сергеевича, изложение его заметок со временем будут собраны…»

### История странствий
Ящики с книгами были отправлены на склад купца Подломаева в подвалах Гостиного двора. Там библиотека хранилась до февраля 1841 года, когда было выкуплено у сонаследников «в собственность малолетних детей А. С. Пушкина» имение Михайловское и было решено «под расписку» отправить туда книги «естественной опекунше» — вдове поэта Н. Н. Пушкиной, чтобы избавить опеку «от излишних расходов по сбережению их».
Библиотека находилась в Михайловском до 1844 года, а после повторного замужества Натальи Николаевны её переправили в Петербург в подвалы казарм Конногвардейского полка, которым до 1853 года командовал П. П. Ланской. Старший сын поэта А. А. Пушкин в 1861 году временно по семейным обстоятельствам оставил военную службу и перевёз книги в имение своей жены Софьи Александровны (в девичестве — Ланской) в село Ивановское Бронницкого уезда Московской губернии. После продажи усадьбы библиотека временно хранилась в имении родственников семьи Лопасня-Зачатьевское в Серпуховском уезде Московской губернии. Директор Московского публичного и Румянцевского музеума, в который А. А. Пушкин передал в 1880 году рукописи поэта, В. А. Дашков написал ему про хранившиеся в усадьбе и пострадавшие от времени книги поэта: «Я усерднейше прошу Вас от имени Музеев передать нам эту библиотеку, в каком бы виде она не была в настоящее время, ибо всё, принадлежавшее гениальному Пушкину, однако, ценно для Музеев. В случае, если библиотека принадлежит уже не Вам, а кому-либо другому, укажите мне способ, которым можно б было спасти её и сохранить для на память потомству».
Но из Лопасни библиотека в начале 1890-х годов была снова возвращена в Ивановское, после того, как имение выкупил внук поэта — А. А. Пушкин, уездный предводитель бронницкого дворянства. Библиотека находилась там до 1900 года, когда по договорённости между Академией наук и А. А. Пушкиным книги для ознакомления были отправлены в Петербург. В октябре 1901 года президент Академии наук великий князь Константин Константинович обратился к владельцу книжного наследия с официальной просьбой оставить книжное собрание деда на постоянное хранение в Русском отделении академической библиотеки, но согласие было получено только на временное хранение книг, что уже позволило продолжить работу по приведению их в порядок и описанию.
В 1905 году библиотека была заложена собственником с обязательством возвратить деньги кредитору в феврале 1906 года. В связи с угрозой перехода книг в частные руки, А. А. Пушкин согласился на их продажу Академии. 21 апреля 1906 года Николай II подписал высочайшее повеление о приобретении библиотеки с тем, чтобы она «по сооружению в Санкт-Петербурге отдельного здания для Пушкинского Музея вошла бы в состав такового, как собственность государственная».
В январе 1937 года 18 книжных изданий из собрания поэта были отправлены в Москву в экспозицию юбилейной Всесоюзной Пушкинской выставки, открывшейся 16 февраля в залах Государственного исторического музея. В марте 1938 года постановление Совета народных комиссаров Союза ССР № 256 «Об организации Государственного музея А. С. Пушкина» обязало передать во вновь учреждённый музей все «материалы, связанные с жизнью и творчеством Пушкина». Это подразумевало и отправку в Москву из Пушкинского дома личной библиотеки поэта. Объём мероприятий, связанных с исполнением этого поручения и начавшаяся война внесли свои коррективы в намеченную реорганизацию — в 1948 году обязанность сохранения всех материалов архива поэта была возложена на Пушкинский дом .
В 1953 году личное собрание книг поэта, с учётом его историко-литературной ценности, было выделено из общей библиотеки в самостоятельный Пушкинский фонд. 3569 томов, как национальное достояние, переданы в архивохранилище Рукописного отдела Института русской литературы (ИРЛИ РАН), обеспечивающего их регулярное обследование, проведение реставрационно-восстановительных работ.

### Первая опись
А. С. Пушкин не был библиофилом — коллекционером  в полном смысле этого слова, цели его собирательства книг отражали интерес к творческой работе над определёнными темами — и не оставил каталога своей библиотеки.
Через две недели после кончины поэта началась разборка книг и бумаг в его кабинете. Первые несколько дней этим занимался хорошо знавший Пушкина А. А. Краевский, который пригласил на помощь писателя И. И. Панаева и этнографа И. П. Сахарова. Завершение описи библиотеки, проводившейся под наблюдением Н. И. Тарасенко-Отрешкова, опека поручила писателям Ф. Н. Менцову и барону А. Вельсбергу, владевшему иностранными языками.
27 июня 1837 года один из опекунов — граф М. Ю. Виельгорский — сообщил Санкт-Петербургской дворянской опеке, что во исполнение её указания «оказавшейся в квартире Пушкина библиотеке составлена особая подробная опись».
Опись на двадцати трёх нумерованных листах, содержавшая 1287 названий книг и засвидетельствованная двумя посторонними наблюдателями — статским советником П. А. Вяземским и коллежским асессором П. И. Тарасенко-Отрешковым — оставалась неизвестной исследователям до конца первой четверти XX века, когда она была обнаружена пушкинистом П. Е. Щеголевым. Перечень книг был составлен в несколько приёмов, без сплошной порядковой нумерации книг. Некоторые экземпляры были включены в перечень дважды. Из-за небрежности описания не во всех случаях были точно определены даже ключевые библиографические характеристики изданий: имя автора, точный заголовок, дата и место издания. Известный литературовед Э. Г. Герштейн писала, что имя Н. И. Тарасенко-Отрешкова связано с обвинением в «недобросовестном хранении библиотеки» Пушкина, а по свидетельству дочери поэта, Натальи Александровны, часть книг библиотеки была им украдена и распродана.

### Библиографическое описание
В конце 1890-х годов, в ходе подготовки материалов к планируемому академическому изданию сочинений поэта, академик Л. Н. Майков узнал от А. А. Пушкина о сохранившейся библиотеке его деда и выступил с инициативой её научного изучения. В июле 1900 года в Ивановское по поручению Академии наук был направлен его сотрудник Б. Л. Модзалевский, но к разборке и составлению каталога сохранившихся книг он смог приступить только после того, как ящики с ними 1 октября 1900 года были доставлены в Петербург.
Уже первые итоги его работы подтвердили, что библиотека «представляет собой несомненное значение в смысле чисто научном, служа показателем литературных интересов поэта, заключая в себе подбор книг (в количестве до 4000 томов), свидетельствующий о тщательности и глубине изучения занимавших его вопросов, зачастую с собственноручными его заметками…».
Начатое Б. Л. Модзалевским в 1900 году исследование библиотеки оказалось очень трудоёмким и только в 1910 году оно завершилось публикацией Отделением русского языка и словесности Императорской академии наук тщательно подготовленного алфавитного каталога — сначала в сборнике «Пушкин и его современники», а затем и отдельным изданием. Описание каждой книги содержало подробные библиографические данные с указанием её формата, числа ненумерованных и нумерованных страниц, наличия гравюр, карт, надписей, пометок и экслибрисов.
В каталоге были приведены сведения о 1522 наименованиях книг (3560 томов), распределённых Б. Л. Модзалевским по разделам:

— книги на русском языке (№ с 1 по 444);

— российские альманахи (№ с 445 по 457);

— российские журналы и газеты (№ с 458 по 529);

— книги на иностранных языках (№ с 530 по 1505);

— журналы на иностранных языках (№ с 1506 по 1522).
В предисловии к каталогу автор писал, что «многих книг, вне всякого сомнения бывших у Пушкина, в ней не оказалось». В библиотеке поэта, например, не было вышедшего в 1830 году полного собрания законов Российской империи в 45 томах, присланного Пушкину в подарок Николаем I. Исчезла из библиотеки знаменитая французская энциклопедия (фр. Encyclopédie, ou Dictionnaire raisonné des sciences, des arts et des métiers) в 35 томах (1751—1780), составленная под редакцией Д. Дидро, которой знакомый поэта И. Е. Великопольский в 1828 году погасил свой карточный проигрыш Пушкину.
Доскональный подход Б. Л. Модзалевского к каталогизации библиотеки в дошедшем до него виде одновременно высветил и сложность определения подлинного её состава при жизни владельца:

«Если бы даже и включить в каталог библиотеки Пушкина список книг, несомненно бывших у него, но теперь в библиотеке не находящихся, то, конечно, и такой „исправленный и дополненный“ каталог не представил бы нам всего, что имел когда-то Пушкин в своей библиотеке. С другой стороны, даже при наличности той или иной книги в каталоге нельзя с полною достоверностью сказать, что она принадлежала безусловно к составу библиотеки поэта (если, конечно, не носит ясных, положительных признаков такой принадлежности), а не попала в неё со стороны при тех случайностях, которым она подвергалась и о которых было говорено выше».

В 1934 году его сын, Л. Б. Модзалевский, продолжая работу отца, сравнил каталог с обнаруженной П. Е. Щеголевым описью книг в «Деле № 2 по недвижимому и движимому имуществу, оставшемуся после смерти А. С. Пушкина». Благодаря этому ему удалось доказать, что подавляющее большинство включённых в каталог книг входили в прижизненную библиотеку Пушкина. Им были выявлены расхождения между двумя документами — в библиотеке, приобретённой Пушкинским Домом, отсутствовали 187 названий книг, перечисленных в описи опеки, но, с другой стороны, в каталоге Б. Л. Модзалевского были 278 названий книг, которые отсутствовали в описи опеки. Обнаруженные Л. Б. Модзалевским факты показали, что из этих 278 книг 35 «имеют несомненные следы принадлежности их Пушкину».

## Состав
Состав библиотеки характеризовал разносторонность читательских интересов А. С. Пушкина. Из 1522 включённых Б. Л. Модзалевским в каталог названий — только 529 на русском языке. Большая часть книг — на четырнадцати иностранных языках, главным образом французском.
На некоторых книгах сохранились сделанные рукой поэта надписи — «А. Пушкин».
Среди самых представительных разделов библиотеки были:

- изящная словесность (фр. les belles-lettres), к трём отделам которого (общему, поэзии и прозы) отнесены 113 названий на русском языке и 352 названия на иностранных языках;
- драматические произведения, (соответственно, 24 и 68);
- народная словесность, (соответственно, 9 и 18);
- история литературы и теория словесности, (соответственно, 18 и 61);
- история, (соответственно, 155 и 222);
- языкознание (51 название).

Кроме того, в библиотеке были выделены разделы:

- философия;
- богословие и история церкви;
- география, путешествия, этнография, современные описания государств и статистика;
- юриспруденция;
- естествознание и медицина;
- альманахи;
- периодические издания;
- смесь — лечебники, месяцесловы, письмовники, песенники, поваренные книги, руководства к играм, разные описания и прочие.

В числе приобретённых Пушкиным изданий были очень редкие экземпляры. Самые старые из них — два художественно оформленных тома «Божественной комедии» Данте Алигьери на французском языке, вышедшей в Париже в 1596—1597 годах.
К редчайшим относится книга «Путешествия из Петербурга в Москву» А. Н. Радищева первого издания 1790 года, которое было уничтожено по указанию Екатерины II. Как «самый ценный», пушкинский экземпляр под № 1 был включён библиофилом Н. П. Смирновым-Сокольским в список 13 известных сохранившихся книг этого издания. На книге стоит владельческий автограф Пушкина и его надпись: «Экземпляр, бывший в тайной канцелярии. Заплачен двести рублей».
В одном из двух принадлежавших Пушкину экземпляров издания русских летописей «Летописец Руской от пришествия Рурика до кончины царя Иоанна Васильевича» сохранились закладки, связанные с интересом поэта к сюжетной линии памятника древнерусской литературы — «Слова о полку Игореве» (№ 220 по каталогу). В библиотеке были почти все известные к тому времени издания и переводы «Слова о полку Игореве». Полно представлены книги русских писателей XVIII века, а также писателей-современников, многие книги которых с дарственными автографами. На английском издании 1826 года произведений Байрона, подарке польского поэта Адама Мицкевича, его надпись: «Байрона Пушкину преподносит почитатель обоих А. Мицкевич».
Значительное место занимали в собрании книги, связанные с работой поэта над историей Петра I и восстания Пугачёва, которой были посвящены последние годы жизни Пушкина и которая была связана с «приобретением важнейших сочинений, относящихся к этим эпохам, имеющихся в русской и иностранной литературе», причём он покупал не только печатные, но и старинные рукописные книги, стоившие значительно дороже. 15 июля 1836 года Н. А. Полевой отметил в «Живописном обозрении» (лист 47), что Пушкин «занимается историею Петра Великого, для которой приготовил уже много материалов». А. И. Тургенев писал о его «начитанности о России, особенно о Петре и Екатерине, редкие, единственные… Никто так хорошо не судил русскую новейшую историю: он созревал для неё и знал и отыскал в известность многое, чего другие не заметили».
Сохранилось в библиотеке изданное отдельной брошюрой «Донесение Следственной комиссии 30 мая 1826» по делу декабристов (№ 130 по каталогу), ставшее редким уже в 1830-х годах. Пушкинист С. Я. Гессен установил, что сведения из него были использованы поэтом при написании десятой главы «Евгения Онегина».
Книги Пушкина — одновременно и соучастники познавательной работы их владельца, и источники для исследователей методов его творческих поисков — сохранили закладки, эмоциональные и критические пометки внимательного читателя и «духовного труженика»:
Хранили многие страницы
Отметку резкую ногтей….
Свидетельством разнообразия интересов поэта оказалась и книга А. Д. Петрова «Шахматная игра». В его библиотеке этот учебник был в двух экземплярах, при этом один из них с автографом автора.
Автографы на книгах из пушкинского собрания интересны как филологам в качестве свидетельств для анализа литературных мотиваций творчества поэта, так и биографам ввиду фиксации в них фактов его жизни.
К числу немногих сохранившихся с детской поры изданий относится двухтомник басен Лафонтена (Париж, 1785 — № 1060 по каталогу) на французском языке, подаренный С. Л. Пушкиным, направлявшим читательские интересы детей, дочери Ольге с его пометкой — «à ma chère Olinka» (рус. «моей дорогой Оленьке»). На шмуцтитуле сохранилось рукописное напутствие из французского критика Лагарпа: «Il ne faut pas louer La Fontaine, il faut le lire, le relire et le relire encore» (рус. «Лафонтена не нужно хвалить, его нужно читать, перечитывать и снова перечитывать»). В 1811 году сестра отдала книгу уезжавшему из Михайловского в лицей брату, который по рассеянности забыл её дома. На обороте титульного листа второго тома осталось карандашная приписка: «Ce livre appartenoit à Olga Pouchkinne, maintenant il est [donné?] par elle à Alexandre Pouchkinne pour son propre amusment au licée, mais par malheur, il l’a oublié sur la table» (рус. «Эта книга принадлежала Ольге Пушкиной, теперь она передана ею Александру Пушкину для развлечения в лицее, но к несчастью, он забыл ее на столе»). Книга оказалась в его личной библиотеке только через шесть лет, когда Пушкин по окончании лицея приехал в усадьбу к родителям и написал на последней странице первого тома — «ce 13 juillet 1817, à Michailovskoy» (рус. «13 июля 1817 в Михайловском»).
Археолог Александр Формозов, рассматривая состав личной библиотеки Пушкина, подчёркивал его интерес и знакомство с исследованиями отечественных древностей и артефактов греческой, римской и египетской истории. Об естественнонаучной образованности Пушкина свидетельствовало наличие в его библиотеке трудов известных натуралистов Ж. Бюффона, П. Лапласа, Ж. Кювье.
Последними купленными Пушкиным книгами были первый том парижского издания 1835 года «О демократии в Америке» А. Токвиля, «Ключ к Истории царства Российского Н. М. Карамзина» П. М. Строева и «Месяцеслов на 1837 год».
Написанием в январе 1837 года материалов к «Заметкам при чтении „Описания земли Камчатки“ С. П. Крашенинникова», по мнению исследователей, «прервалась литературная деятельность поэта».
27 января (8 февраля) 1837 года — перед дуэлью — Пушкин последний раз распорядился книгой из личной библиотеки. Он успел написать детской писательнице А. О. Ишимовой, которую просил перевести для «Современника» несколько произведений английского поэта и драматурга Барри Корнуолла: «Крайне жалею, что мне невозможно будет сегодня явиться на Ваше приглашение. Покамест честь имею препроводить к Вам Barry Cornwall. Вы найдёте в конце книги пьесы, отмеченные карандашом, переведите их как умеете — уверяю Вас, что переведёте как нельзя лучше». Книга с пометками Пушкина была обнаружена только в 1934 году в библиотеке П. А. Плетнёва и включена в книжное собрание поэта (№ 1523).

## Личные библиотеки друзей
К Смирдину как ни придёшь,

Ничего не купишь,

Иль Сенковского найдёшь,

Иль в Булгарина наступишь.
Во время учёбы в лицее Пушкин посещал популярную в Петербурге книжную лавку книгопродавца В. А. Плавильщикова у Синего моста с устроенной в ней одной из первых коммерческих публичных библиотек. После смерти Плавильщикова библиотечное собрание книг перешло к издателю А. Ф. Смирдину — «благородному книжнику» (фр. libraire gentilhomme) по выражению тесно связанного с ним и его частого гостя А. С. Пушкина. В каталоге личной библиотеки поэта Б. Л. Модзалевский описал семь книг с наклеенными экслибрисами «Из Библиотеки Смирдина».
Среди друзей и близких знакомых поэта были любители книжного собирательства, которые позволяли ему пользоваться своими библиотеками и помогали ему в поиске нужных изданий. Об одном из своих «приятелей**, коего библиотекой привык я пользоваться», не называя имени из цензурных соображений, он писал в заметках 1833—1834 годов, навеянных запретной книгой Радищева и озаглавленных им, как «Путешествие из Москвы в Петербург».
Во время южной ссылки Пушкин в начале 1820-х годов мог читать книги из библиотеки И. П. Липранди. Поэт принимал участие в оживлённых дискуссиях, проходивших в Кишинёве в доме Липранди, который вспоминал, что Пушкин «после таких споров, на другой или на третий день, брал у меня книги, касавшиеся до предмета, о котором шла речь».
Пушкин не упускал возможности познакомиться с библиотеками известных книголюбов — ранней весной 1827 года с этой целью он посещал имение князя Н. Б. Юсупова, владевшего одной из лучших в России коллекцией эльзевиров. Значительные книжные собрания были у близких друзей поэта П. В. Нащокина, П. А. Вяземского, который не только получил в наследство от отца превосходную библиотеку в 5000 томов, но и значительно пополнил её, П. Я. Чаадаева, библиотека которого — числом до 3000 томов по философии, по богословию и церковной истории — в 1866 году была пожертвована наследником Румянцевскому музею. Принадлежавший Чаадаеву экземпляр «Бориса Годунова» с автографом Пушкина: «2 января 1831 г. В Москве. Вот, друг мой, мое любимое сочинение. Вы прочтете его, так как оно написано мною, — и скажете свое мнение о нём. Покамест обнимаю вас и поздравляю с новым годом» в 1960 году был передан в Пушкинский дом.
Впервые Пушкин читал «Бориса Годунова» друзьям, в том числе Чаадаеву, 10 сентября 1826 года в московской квартире известного библиофила С. А. Соболевского — владельца книжного собрания из более чем 20 тысяч томов, который принимал личное участие в пополнении и в судьбе пушкинской библиотеки. 29 января 1829 года И. В. Киреевский, у которого хранилась библиотека путешествовавшего по Европе Соболевского, писал ему, что заходивший к нему Пушкин забрал несколько книг, «уверяя, что он имеет на это полное право…». На двух книгах в собрании Пушкина — на запрещённом в России 4-м томе собрании стихотворений А. Мицкевича (№ 1167) и учебнике испанского языка (№ 1224) — сохранились автографы Соболевского, подарившего их поэту.
В начале 1830-х годов работавший над «Историей Петра» Пушкин получил разрешение Николая I знакомиться с книгами и рукописными источниками по этой теме, собранными Вольтером, обширная библиотека которого (около 7000 томов) была приобретена Екатериной II и хранилась в Эрмитаже. В 1833 году А. С. Пушкин изучал необходимые ему литературные источники XVIII века в коллекции памятников отечественной культуры, собранной П. П. Свиньиным в его «Русском Музеуме». 
Пользовался Пушкин и библиотекой своего знакомого государственного деятеля, учёного и библиофила А. С. Норова. В примечаниях к «Истории Пугачевского бунта» он заметил про изданную в 1672 году в Париже на французском языке книгу о Степане Разине: «Книга сия весьма редка; я видел один экземпляр оной в библиотеке А. С. Норова, ныне принадлежащей князю Н. И. Трубецкому». В ноябре 1833 года Пушкин писал Норову: «Отсылаю тебе, любезный Норов, твоего „Стеньку“… Нет ли у тебя сочинения Вебера о России (Возрастающая Россия или что-то подобное)?» С. Л. Абрамович писала, что Пушкин был знаком с библиотекой историка и книголюба А. Д. Черткова, задававшегося целью «собрать всё, что когда-либо и на каком бы то ни было языке писано о России».
Другом и ценителем творчества Пушкина, писателем и библиофилом А. И. Тургеневым были собраны тысячи редких изданий и старинных рукописей. Он неоднократно с профессиональным интересом знакомился с библиотекой поэта и сам дарил ему книги. На обложке альманаха «Album Litteraire» (№ 531 по каталогу Б. Л. Модзалевского) рукою А. И. Тургенева надписано — «Журналисту Пушкину от Гремушки-Пилигрима. Любек. 6 июля 1832». Ещё одна дарственная надпись на однотомном издании древнеримских поэтов Катулла, Тибулла и Проперция (№ 714 по каталогу) — «Поэту Пушкину А. Тургенев». 25 октября 1834 года А. И. Тургенев послал Пушкину, который собирал материалы для критической и комментированной публикации «Слова о полку Игореве», экземпляр его первого издания 1800 года. В свою очередь поэт передал А. И. Тургеневу для его брата Н. И. Тургенева один из двух бывших в личной библиотеке экземпляров пражского издания «Слова» (№ 969 по каталогу) с копией записанного латинской транскрипцией текста древнерусского литературного памятника и переводами на чешский и немецкий языки.
28 марта 1837 года А. И. Тургенев обратился к В. А. Жуковскому, который после смерти Пушкина занимался разбором бумаг в кабинете поэта, с просьбой найти среди них некоторые принадлежавшие ему книги, в том числе и «Слово о полку Игореве» «с отметками карандашом Италинского. Я ссудил ею Пушкина для издания этой песни. Пожалоста, поищите. Пропадёт и никто не узнает, что рука единственного русского археолога объясняла певца древнейшего…».

## Комплектование дубликатов библиотеки
Сотрудники фонда редкой книги московского Государственного музея А. С. Пушкина на основе каталога Б. Л. Модзалевского комплектуют дубликат личной библиотеки поэта. Уже подобраны около 700 названий, что составило более 2500 экземпляров печатных изданий. Известным собирателем дубликатов изданий, составлявших личную библиотеку Пушкина, был артист и библиофил И. М. Кудрявцев, собрание которого передано в музейные фонды Михайловского. Дом-музей А. С. Пушкина в Кишинёве включил в свою экспозицию среди собранных дубликатов личных книг поэта ряд произведений Шекспира, произведения древнеримского поэта Овидия и значительное число книг на французском языке.

## Место в современном библиотековедении
Современные библиотековеды проводят исследования в двух научных направлениях: библиотечном, связанным с изучением общественных библиотек, и книговедческом, нацеленным на изучение личных библиотек — «визитных карточек хозяина», по образному выражению академика Д. С. Лихачёва. Пушкинист и книговед Кунин В. В. писал, что «состав книжных собраний, сами экземпляры с пометами и отчёркиваниями и прочими знаками читательского внимания, словно меченые атомы культуры, позволяют проследить истоки мыслей писателя». Исследование личного книжного собрания как творческой «лаборатории» владельца одновременно открывает особенности современных ему общественных настроений, проявляющихся и в отношении к книге.
В соответствии с Национальной программой сохранения библиотечных фондов РФ с целью «сохранения в интересах настоящих и будущих поколений библиотечных фондов Российской Федерации, являющихся одной из важнейших составляющих духовного и материального богатства, культурного и информационного потенциала нации» библиотека Института русской литературы Российской Академии наук (Пушкинский Дом), основой которой стало книжное собрание А. С. Пушкина, в числе 26 фондодержателей Санкт-Петербурга включена в реестр «Книжные памятники-коллекции» Общероссийского свода книжных памятников (ОСКП).
Изучению истории и состава пушкинской библиотеки посвящены работы многих литературоведов-пушкинистов. Историк литературы В. А. Мильчина писала:

«Не всё, что Пушкин читал, использовалось им непосредственно в стихах или в прозе; но всё, что он читал, образовывало фон, на котором стихи и проза создавались, и потому представляет интерес, даже если не стало прямым источником ни для одного пушкинского произведения».

## Комментарии
1. ↑  Сохранилась архивная запись о выдаче Абраму Петрову из казны десяти рублей для ремонта сундука, в котором возили библиотеку Петра I — // Дьёдонне Гнамманку. Абрам Ганнибал: Черный предок Пушкина — М.: Молодая гвардия, 1999. — 224 с. ISBN 5-235-02335-8..
2. ↑  На первом томе парижского издания собрания сочинений Н. Макиавелли (12 томов, 1824—1826) рукою Пушкина надписано по-французски: «Acheté dans une vente publique» (рус. Куплено на публичной распродаже) — /Эйдельман Н. Я. Пушкин: Из биографии и творчества — М.: Худ. литература, 1987. — С. 248—249. 

9 декабря 1831 года Пушкин был в Москве на аукционной распродаже художественного и библиотечного собрания известного библиофила А. С. Власова — /Ашукин Н. С. Пушкинская Москва — СПб.: Академический проект, 1998. — С. 291—293 ISBN 5-7331-0123-7
3. ↑  Из путешествия по Европе Соболевский привёз поэту, в том числе, и собрание сочинений А. Мицкевича парижского издания 1832 года и надписал на внутренней стороне обложки IV тома, запрещённого к ввозу в Россию, — «А. С. Пушкину, за прилежание, успехи и благонравие».
4. ↑  Позднее эти экземпляры с пометками А. С. Пушкина были переданы в библиотеку Московского университета
5. ↑  На знаменитой «Панораме Невского проспекта» (1830-е) художник В. С. Садовников изобразил Пушкина как раз перед зданием, в котором помещался книжный магазин Ф. Беллизара, и где часто бывал поэт.
6. ↑  На полках кабинета мемориальной квартиры поэта на Мойке выставлены найденные сотрудниками музея дубликаты книг пушкинской библиотеки.
7. ↑  В некоторых источниках приведены другие написания фамилии Вельсберг — Вельвберх, Вельзберх.
8. ↑  П. И. Тарасенко-Отрешков — брат опекуна Н. И. Тарасенко-Отрешкова.
9. ↑  Многие книги заметно пострадали от неудовлетворительных условий хранения и переездов — только однажды, перед обратным переездом из Лопасни в Ивановское, внук А. С. Пушкина распорядился открыть ящики, чтобы проветрить содержимое. Б. Л. Модзалевский писал, что «библиотека оказалась в довольно плачевном состоянии: многие книги были попорчены сыростью и мышами, многие были помяты или растрёпаны…»
10. ↑  Не оказалось в библиотеке и книг самого Пушкина.
11. ↑  По итогам «посмертного обыска» из библиотеки Пушкина были изъяты рукописные старинные книги, указанные в журнале разбора его бумаг как «20 старинных рукописей в переплетах».
12. ↑  Пушкин приобрёл книгу Токвиля весной 1836 года и успел упомянуть о ней в сентябрьском номере «Современника». Второй том был издан в 1840 году.
13. ↑  Прочитав изданный в 1836 году в 2 томах указатель П. М. Строева, Пушкин написал в «Современнике»: «Издатели „Истории государства Российского“ должны будут поскорее приобрести право на перепечатание „Ключа“, необходимого дополнения к бессмертной книге Карамзина».
14. ↑  По мнению пушкиноведов этим приятелем поэта был С. А. Соболевский.
15. ↑  нем. Weber. Das veranderte Russland. Leipzig, 1729.
16. ↑  «Гремушка-Пилигрим» — так именовал себя А. И. Тургенев.
17. ↑  ГОСТ 7.87-2003. СИБИД. Книжные памятники. — М., 2004. — 12 с.